# Secret (濱崎步專輯)
《Secret》（步姬密）是日本歌手濱崎步的第八張專輯，愛貝克司唱片於2006年11月29日在日本、台灣等地同步發行。專輯內所有的歌曲均由濱崎步作詞。
该专辑以首周初登场38.6万张销量的好成绩摘得2006年的第五个日本公信榜冠军，从其1999年1月推出的首张专辑《A Song for ××》开始，已累计有8张专辑获得销量冠军。這張專輯成功地登上亞洲各地的各式音樂排行榜上，在日本亦被唱片協會認證為三白金專輯。《Secret》獲得日本金唱片大賞的年度最佳專輯獎，在此同時，同名曲〈Secret〉亦在香港得到流行音樂大獎的殊榮。根據公信榜銷量數據，這張專輯是2006年第22名銷售最佳專輯。

## 背景及主題
這張專輯原先的發行計畫是《Memorial address》以來的第二張迷你專輯，但是發行前夕，官方網站緊急宣布更改為第八張原創專輯。在官方後援會「TeamAyu」上她也談到，為了在期限內製作完專輯，她在錄音室當中超時的工作。
在專輯的開場曲中，「秘密」和「奇蹟」兩個詞彙一直被重複著，濱崎步指出「秘密」就是這張專輯的基礎，在專輯的曲目中瀰漫著她與某個人的秘密；而「奇蹟」就是這個專輯的另外一個重點，奇蹟指的是她的理想，而這樣的奇蹟是由與《Secret》有關的每一個人所做到的。
《Secret》，即如其名，直接明白地把她的秘密暴露出來，但她解釋道，她在這裡所指的「秘密」是一個「只有某個人才知道的我的某一面，而且大家都不知道的我的某一面，这样的东西我把它叫做秘密。」她說出了如此抽象的概念：
|  | 這張專輯正如它的名稱，就是秘密的意思，不過並不是指出我的秘密！這個意思，指的是我，也可能是你。每個人都有秘密，絕對不會有人是沒有秘密的，也不會有人能夠百分之百向別人表達出完整的自己，不過為了能夠（互相）理解，而會努力去了解只有自己所知道的自己，這張專輯裡就收錄有這種意思的秘密在裡面，也許大家在《Secret》這張專輯裡，能夠找到自己的秘密，或是因為聽了某首歌而發現了他人的秘密，又或是從中能發現自己的秘密和ayu一樣或很相近等等。希望大家能以這樣的心情來聽這張專輯。 |

對於專輯裡的其他歌曲，她也分別有了解釋，〈until that Day...〉本作為樂器演奏的間奏曲，但是她喜歡歌曲中的吉他聲以及旋律，於是要求作曲者CMJK將歌曲延長成完整的一首歌。一開始，她就已經確定她想寫下的歌詞的方向，但是作曲工作完成後，卻難以將詞填入當中。於是她將想到的辭彙或是同義字排列於地板，再分別組合完成填詞的工作。她說她原本認為寫的內容非常積極，但是在詢問了工作人員的意見之後，卻有人表示感覺很無奈或因為太過悲傷而落淚。
〈momentum〉是專輯中的第八首歌曲，花了濱崎步四天才完成錄製，是她花費最長時間錄製的歌曲。她說通常她錄音不會花費太多時間，然後在錄製〈momentum〉時，卻整整待在錄音室當中四天未曾離開。因此每當回憶起這首歌，就會使她有「想哭」的感覺。這首歌是一種心情與想法與實際行動無法一致的矛盾與羞怯。
在這張作品發行不久後，她開啟東亞各地的宣傳，首次的亞洲巡迴演唱會《ayumi hamasaki ASIA TOUR 2007 A 〜Tour of Secret〜》於上海、香港、台灣各地緊接著展開。

## 收錄歌曲
| CD       | CD | CD       | CD          | CD    |
| 曲序     | 曲目 | 作曲     | 編曲        | 时长  |
| -------- | --- | -------- | ----------- | ----- |
| 1.       | Not yet | CMJK     | CMJK        | 2:01  |
| 2.       | until that Day... | CMJK     | CMJK        | 4:48  |
| 3.       | Startin'（CAPCOM PS2用軟體「新鬼武者 DAWN OF DREAMS」片頭曲、日本電視台放送網「スポーツうるぐす」2006年2月、3月期主題曲） | 原一博   | CMJK        | 4:19  |
| 4.       | 1 LOVE（Panasonic SD音樂播放器「D-snap」、SD迷你組件「D-dock」電視廣告歌曲）                                              | 野井洋兒 | HΛL         | 4:30  |
| 5.       | It was | 伊橋成哉 | tasuku      | 4:10  |
| 6.       | LABYRINTH | HΛL      | HΛL         | 1:43  |
| 7.       | JEWEL（Panasonic 數位相機「LUMIX FX07」廣告歌曲）                                                                         | 湯汲哲也 | 小林信吾    | 4:16  |
| 8.       | momentum | 湯汲哲也 | HΛL         | 4:12  |
| 9.       | taskinst | tasuku   | tasuku      | 1:36  |
| 10.      | Born To Be...（日本電視台「トリノ2006」主題曲）                                                                           | 原一博   | 原一博 CMJK | 4:51  |
| 11.      | Beautiful Fighters（Panasonic「D-snap Audio」以及「D-dock」廣告歌曲）                                                     | 菊池一仁 | CMJK        | 5:16  |
| 12.      | BLUE BIRD（ZESPRI黃金奇異果廣告歌曲）                                                                                     | D・A・I  | HΛL         | 4:09  |
| 13.      | kiss o' kill | 湯汲哲也 | 田邊惠二    | 4:40  |
| 14.      | Secret（電影「傷城」主題曲）                                                                                              | 湯汲哲也 | HIKARI      | 4:58  |
| 总时长： | 总时长： | 总时长： | 总时长：    | 55:29 |

| DVD      | DVD                               | DVD      | DVD   |
| 曲序     | 曲目                              | 導演     | 时长  |
| -------- | --------------------------------- | -------- | ----- |
| 1.       | Startin'（video clip）            | 石井貴英 | 5:29  |
| 2.       | Born To Be...（video clip）       | 石井貴英 | 4:52  |
| 3.       | BLUE BIRD（video clip）           | 宇都美清 | 4:12  |
| 4.       | Beautiful Fighters（video clip）  | 宇都美清 | 5:56  |
| 5.       | JEWEL（video clip）               | 竹石涉   | 4:20  |
| 6.       | 1 LOVE（video clip）              | 須永秀明 | 5:03  |
| 7.       | momentum（video clip）            | 井上哲夫 | 4:42  |
| 8.       | Startin'（making clip）           |          | 4:58  |
| 9.       | Born To Be...（making clip）      |          | 4:48  |
| 10.      | BLUE BIRD（making clip）          |          | 4:12  |
| 11.      | Beautiful Fighters（making clip） |          | 5:16  |
| 12.      | JEWEL（making clip）              |          | 4:46  |
| 13.      | 1 LOVE（making clip）             |          | 4:30  |
| 14.      | momentum（making clip）           |          | 4:19  |
| 总时长： | 总时长：                          | 总时长： | 67:18 |

## 統計
| 榜單                               | 最高排名 | 銷量    | 在榜時數 |
| ---------------------------------- | -------- | ------- | -------- |
| Oricon週間專輯榜 (2006年12月第2週) | 1        | 386,280 | 18週     |
| Oricon月間專輯榜 (2006年12月)      | 1        | 626,699 | 18週     |
| Oricon年間專輯榜 (2006年)          | 22       | 494,399 | 18週     |
| Oricon年間專輯榜 (2007年)          | 73       | 171,997 | 18週     |
| Oricon累積銷量                     | —        | 675,297 | 18週     |

## 延伸閱讀
1. United World chart（页面存档备份，存于）
2. Oricon（页面存档备份，存于）
3. Oricon Music Special（页面存档备份，存于）
4. HMV Hong Kong Asian Chart
5. HMV Hong Kong Japanese Chart
6. g-music charts